# Vládní obvod Münster
Vládní obvod Münster (německy Regierungsbezirk Münster) je jeden z pěti vládních obvodů spolkové země Severní Porýní-Vestfálsko v Německu. Nachází se zde tři městské okresy a pět zemských okresů. Hlavním městem je Münster. V roce 2014 zde žilo 2 580 664 obyvatel.

## Městské okresy
1. Bottrop
2. Gelsenkirchen
3. Münster

## Zemské okresy
1. Borken
2. Coesfeld
3. Recklinghausen
4. Steinfurt
5. Warendorf